# Новизе-Олиа
Новизе-Олиа (перс. نویز علیا‎) — село на севере Ирана, в остане Альборз. Входит в состав шахрестана Талекан. Является частью дехестана (сельского округа) Бала-Талекан бахша Меркези.

## География
Село находится в северо-западной части Альборза, в горной местности южного Эльбурса, к северу от реки Шахруд, на расстоянии приблизительно 34 километров к северо-северо-западу (NNW) от Кереджа, административного центра провинции. Абсолютная высота — 2044 метра над уровнем моря.

## Население
По данным переписи 2006 года население села составляло 283 человека (142 мужчины и 141 женщина). В Новизе-Олиа насчитывалось 72 семьи. Уровень грамотности населения составлял 82,69 %. Уровень грамотности среди мужчин составлял 88,03 %, среди женщин — 77,3 %.